# Jérémy Gavanon
Jérémy Gavanon, né le 20 septembre 1983 à Marseille est un footballeur français qui évoluait au poste de gardien de but. Son frère, Benjamin, est lui aussi footballeur professionnel.

## Biographie
Formé à l'Olympique de Marseille, Jérémy Gavanon s'impose vite comme l'un des espoirs du club si bien qu'il devient la doublure du gardien international Fabien Barthez dès le départ de Vedran Runje. Bien qu'il ne dispute que peu de matchs, il participe malgré tout à la finale de la Coupe UEFA face au FC Valence après l'expulsion du « divin chauve ». Durant la saison 2004-2005, il obtient davantage de temps de jeu dans l'élite et prend part à huit matchs sans réellement convaincre. 
Avec le retour de Cédric Carrasso au sein de l'effectif, les dirigeants décident de prêter le joueur plutôt que d'en faire un numéro 3. Il part alors en Ligue 2 au Clermont Foot. Malgré le fait qu'il descende d'un échelon dans la hiérarchie, la saison se révèle difficile pour le jeune joueur qui ne peut empêcher la relégation en National du club et qui perd également sa place de numéro un en Équipe de France espoirs au profit d'un certain Steve Mandanda.
Il n'est alors pas conservé par l'OM, mais l’entraîneur Alain Perrin pense à lui pour l'avenir afin d'en faire la doublure d'un Teddy Richert vieillissant. Il signe alors en 2006 en faveur du FC Sochaux avec lequel il participe depuis le banc à la victoire de son équipe en finale de la Coupe de France face à son ancien club, l'Olympique de Marseille.
Toutefois en trois saisons, le joueur ne s'impose pas au sein de son nouveau club, si bien que les dirigeants lui préfère Mathieu Dreyer pour le futur.
Pour se relancer il n'hésite pas alors à rejoindre la troisième division et le championnat de National en signant pour l'ambitieux club de l'AS Cannes en 2009. Titulaire indiscutable, l'aventure ne se passe pas comme prévu malgré la présence de la star Jan Koller, souvent aux portes de la promotion en ligue 2 le club finit par être relégué administrativement en CFA. Malgré cette déconvenue, il reste au sein du club. En 2014, le club dépose le bilan, et le joueur est libre de tout contrat et met un terme à sa carrière.

## Palmarès

### En club
Jérémy Gavanon est finaliste de la Coupe UEFA avec l'Olympique de Marseille en 2004. 
Il remporte la Coupe de France avec le FC Sochaux-Montbéliard en 2007. 

### Distinctions individuelles
Sur le plan individuel, il est élu meilleur gardien du Tournoi de Toulon en 2004.